# Ericus Schroderus
Ericus Schroderus  (aprox. 1608 - 1639) foi um filólogo e historiador sueco. Ele escreveu o primeiro dicionário usando o Finlandês como idioma da pesquisa. O Lexicon Latino-Sondicum  (Dicionário latino-escandinavo) foi publicado em 1637. As demais entradas são em Latim, sueco e alemão.